# Cephalops extimus
Cephalops extimus är en tvåvingeart som först beskrevs av Hardy 1952.  Cephalops extimus ingår i släktet Cephalops och familjen ögonflugor.
Artens utbredningsområde är Burundi. Inga underarter finns listade i Catalogue of Life.